# Geometridites repens
Geometridites repens là một loài bướm đêm trong họ Geometridae.